# Lichtenhagen
Lichtenhagen este o arie protejată (arie specială de conservare — SAC, sit de importanță comunitară — SCI) din Germania întinsă pe o suprafață de 99,9 ha, integral pe uscat.

## Localizare
Centrul sitului Lichtenhagen este situat la coordonatele 51°42′39″N 6°50′27″E / 51.7108°N 6.8408°E.

## Înființare
Situl Lichtenhagen a fost declarat sit de importanță comunitară în august 1999 pentru a proteja 1 specie de animale. Situl a fost protejat și ca arie specială de conservare în decembrie 2004.

## Biodiversitate
Situată în ecoregiunea atlantică, aria protejată conține 5 habitate naturale: Pajiști umede nord-atlantice cu Erica tetralix, Păduri de fag Luzulo-Fagetum, Păduri acidofile de stejar bătrân cu Quercus robur pe câmpii nisipoase, Mlaștini împădurite, Păduri aluvionare cu Alnus glutinosa și Fraxinus excelsior (Alno-Padion, Alnion incanae, Salicion albae).
La baza desemnării sitului se află o specie protejată de  amfibieni: triton cu creastă (Triturus cristatus).
Pe lângă speciile protejate, pe teritoriul sitului au mai fost identificate 1 specie de amfibieni, 3 specii de reptile.